# Orthotonophonium

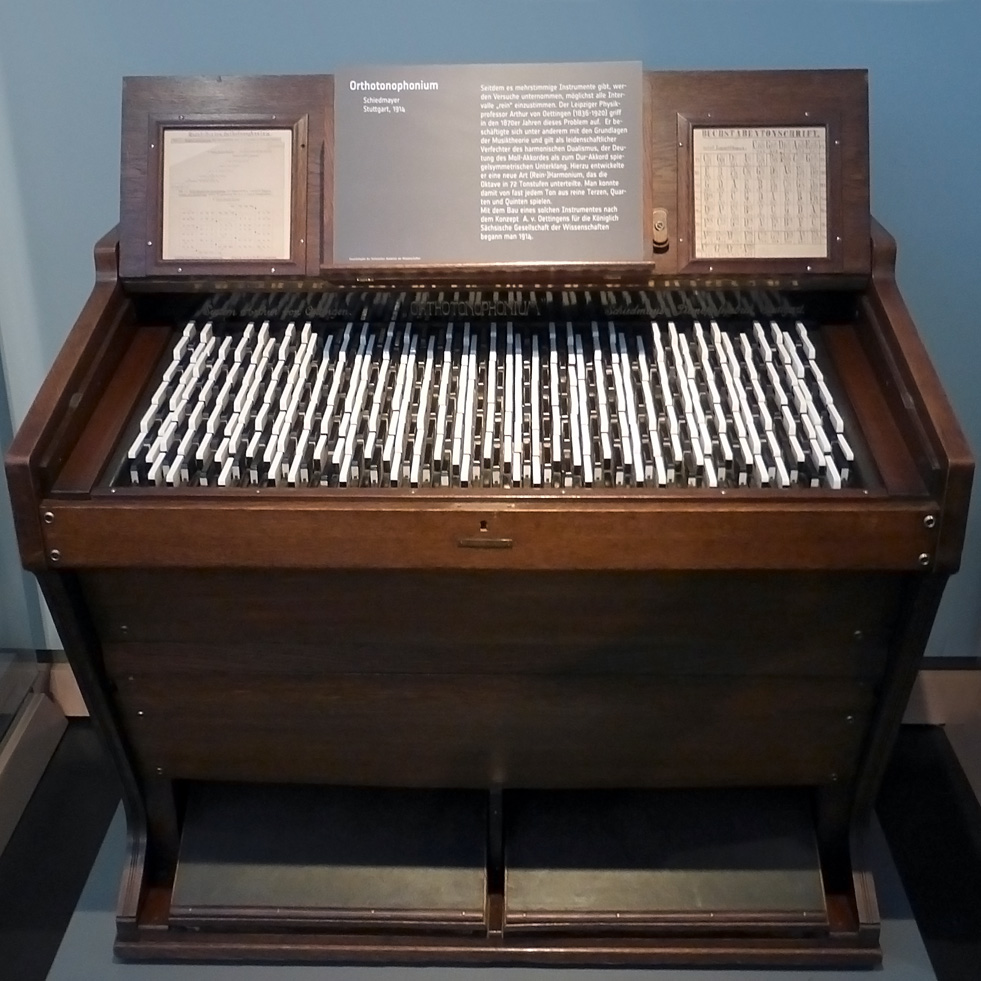
Orthotonophonium von 1914 im Museum für Musikinstrumente der Universität Leipzig

Ein Orthotonophonium (in Anlehnung an die griechischen Wörter ορθός = richtig, τόνος = Ton und φωνή = Klang) ist ein Harmonium mit 72 Tonstufen pro Oktave, auf dem in allen diatonischen Tonarten reine Intervalle und Akkorde gespielt werden können.

## Funktionsweise
Bei der Wiedergabe von Intervallen und Akkorden in gleichstufiger Stimmung kommt es zwangsläufig zu akustischen Schwebungen. Diese „Reibungen“ können auf einem Orthotonophonium vermieden werden, da die Tonhöhe eines bestimmten Tones in verschiedenen Tonarten so gewählt werden kann, dass ausschließlich reine Intervalle erklingen. Dies hat zur Folge, dass innerhalb einer Oktave nicht wie bei einem Klavier nur zwölf Tasten zur Verfügung stehen, sondern dass der Spieler bei jedem Halbton eine Auswahl von mehreren Tasten hat, damit der entsprechende Ton höher oder tiefer temperiert werden kann. Daher kommt es bei der Wiedergabe von Musik auch nicht zu enharmonischen Verwechslungen, da ein hochalterierter Ton eine andere Tonhöhe hat als der um eine große Sekunde höhere liegende, tiefalterierte Ton (und umgekehrt).
Mit einem Orthotonophonium können somit Modulationen bei reiner Stimmung gespielt werden.

## Geschichtliche Entwicklung
Die Entwicklung von Tasteninstrumenten mit reiner Stimmung geht auf die Überlegungen der italienischen Musiktheoretiker Gioseffo Zarlino und Nicola Vicentino im 16. Jahrhundert zurück. Zarlino war bestrebt, die mitteltönige Stimmung auf einem einzigen Instrument in allen Tonarten wiedergeben zu können, ohne das Instrument umstimmen zu müssen. Zarlino schlug daher ein Instrument mit 19 Tasten pro Oktave vor, um in der neunzehnstufigen Stimmung spielen zu können. Nach Vicentinos Vorgaben wurde das Archicembalo gebaut, das mit zwei Manualen und 36 Tasten pro Oktave ausgestattet war.
Der US-amerikanische Ingenieur Henry Ward Poole entwickelte um 1850 eine enharmonische Orgel, auf der der Fingersatz bei Wechseln der Tonarten nicht geändert werden musste. Perronet Thompson baute 1863 eine Orgel mit 65 Tasten pro Oktave, die in 21 verschiedenen Moll- und Dur-Tonarten rein intonieren konnte. Auch der Physiker Hermann von Helmholtz experimentierte zu dieser Zeit mit einem ähnlichen Instrument.
Das Orthotonophonium geht auf den Leipziger Physiker Arthur von Oettingen zurück, der sich des Problems der Wiedergabe reiner Intervalle in den 1870er Jahren angenommen hatte. Er entwickelte die Idee für ein Enharmonium, bei dem die Oktave in 72 beziehungsweise in 53 Tonstufen aufgeteilt wird, und mit dem fast jeder beliebige Akkord mit reinen Terzen, Quarten und Quinten gespielt werden kann. Das erste Instrument dieser Bauart wurde erst 1914 entwickelt und gebaut.